# Sailly-en-Ostrevent
Sailly-en-Ostrevent é uma comuna francesa na região administrativa de Altos da França, no departamento de Pas-de-Calais. Estende-se por uma área de 7,43 km². Em 2010 a comuna tinha 713 habitantes (densidade: 96 hab./km²).